# Coleco Gemini
Il Coleco Gemini è una console da tavolo a 8 bit prodotta da Coleco nel 1982, funzionante con le cartucce dell'Atari 2600.

## Storia
Nel 1982 Coleco aveva messo in vendita un modulo di espansione per la sua console ColecoVision che permetteva di leggere le cartucce della console Atari 2600. Atari fece causa a Coleco per 500 milioni di dollari con l'accusa di violazione di brevetto, tuttavia il giudice stabilì che il modulo non utilizzava gli stessi componenti di un Atari 2600 e che quindi non violava in nessun modo i brevetti di Atari.
Coleco decise allora di creare una console compatibile con i giochi per Atari 2600 e la chiamò "Gemini".

## Differenze con l'Atari 2600

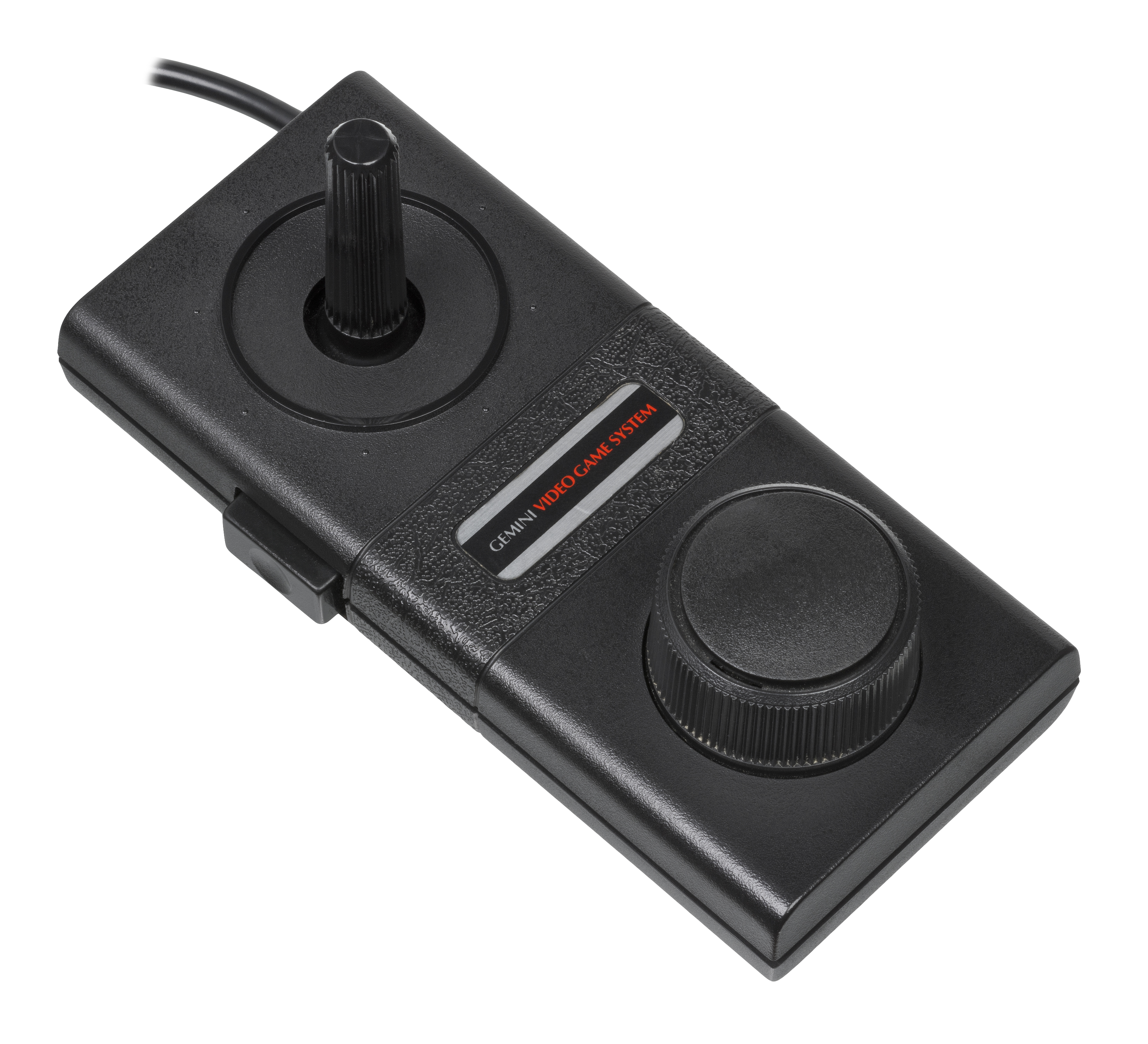
Il controller

La differenza principale fra le due console è il controller: quello del Gemini infatti è un'accoppiata tra un joystick a 8 direzioni e un paddle. Il joystick si trova sulla parte superiore del controller e il paddle sulla parte inferiore.
La console Coleco Gemini è inoltre molto più compatta rispetto alla prima versione dell'Atari 2600.

## Specifiche tecniche
- CPU: MOS 6507 a 8 bit
- Velocità CPU: 1,19 MHz
- RAM: 128 byte
- Risoluzione: 160x200 a 128 colori
- ROM: 4 kB massimo
- Suono: 2 canali mono
- Alimentazione elettrica: 9V DC 500mA[4]